# Lex est, quod populus iubet atque constituit
Lex est, quod populus iubet atque constituit (łac. ustawą jest to, co lud nakazuje i ustanawia) – jedna z zasad prawa prawa rzymskiego.

## Konstrukcja
W starożytnym Rzymie w okresie republiki ustawy (łac. leges) dochodziły do skutku na zgromadzeniach ogółu pełnoprawnych obywateli rzymskich, zwanych comitia (od łac. comire, co oznaczało "schodzić się"). Zwoływanie komicjów, przewodniczenie na nich i występowanie z inicjatywą ustawodawczą należało do magistratur mających specjalne uprawnienie w tym zakresie, zwane ius agendi cum populo. Uprawnienia te mieli dyktatorzy, konsulowie i pretorzy.

## Procedura
Projekty ustaw były poddawane wstępnej dyskusji na nieformalnych zebraniach obywateli, zwanych contiones. Dopiero po nich magistratura przedstawiała dojrzały wniosek ustawodawczy na komicjach centrurialnych. Mógł on zostać albo przyjęty albo odrzucony. Poddany głosowaniu wniosek nie był dyskutowany (łac. rogatio), stąd ustawy przyjęte w ten sposób nazywały się leges rogatae; ustawy obowiązywały wszystkich obywateli.

## Współcześnie
We współczesnych systemach prawnych zasadę tę można łączyć z instytucjami demokratycznymi polegającymi na tym, że lud stanowi prawo bezpośrednio lub pośrednio (przez swoich przedstawicieli).